# Shruti Haasan

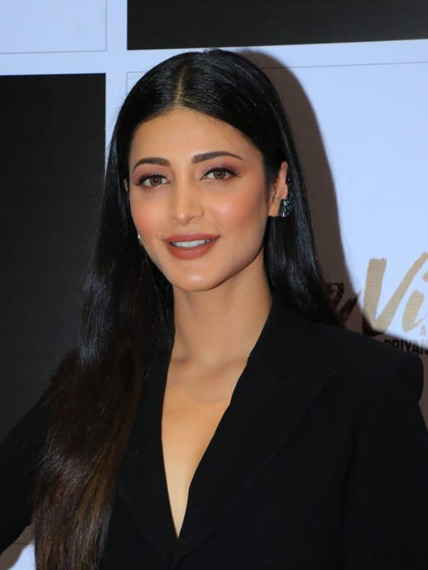

Shruti Haasan (Tamil சுருதி ஹாசன்; * 28. Januar 1986 in  Chennai, Tamil Nadu) ist eine indische Schauspielerin, Sängerin, Komponistin und Model. Auf Twitter hat sie 7,8 Millionen Follower.
Haasan ist die Tochter der indischen Schauspieler Kamal Haasan und Sarika sowie Schwester der Schauspielerin Akshara Haasan.

## Filmografie (Auswahl)
- 2000: Hey Ram – Augenblicke der Zärtlichkeit (Hey Ram)
- 2012: 3
- 2013: Schicksal oder Liebe (Ramaiya Vastavaiya)
- 2013: D-Day
- 2019: Treadstone (Fernsehserie, 3 Folgen)